# 진보운수
진보운수(進普運輸)는 경기도 안산시의 옛 마을버스 회사였고, 본사는 경기도 안산시 단원구 초지동 744-7번지에 위치해 있었다. 같은 안산시 면허의 마을버스 회사인 금강운수와 같은 계열사였다.

## 주요 연혁
- 2006년: 대방마을버스(훗날 금강운수)를 인수 및 계열사로 편입하였다.
- 2011년: 계열사인 금강운수와 함께 경영난으로 폐업

## 과거 운행노선
- ● 1번: 안산역 ↔ 초지역 ↔ 반월공단《현 경원여객 1-1번》
- ● 2번: 안산역 ↔ 선부동《현 경원여객, 태화상운 2-1번》
- ● 6번: 화정동 ↔ 와동 ↔ 안산역《현 경원여객 6-1번》